# تورس ودراس
تورس ودراس (به پرتغالی: Torres Vedras) یک شهرستان در پرتغال است که در ناحیه لیسبون واقع شده‌است.

## خصوصیات
تورس ودراس ۷۹٬۴۶۵ نفر جمعیت دارد.

## خواهرخوانده
شهرهای ویونو دورون، ولینگتون، سامرست، لاگوس و Lillebonne خواهرخوانده‌های تورس ودراس/ هستند.